# Richard Fecteau
Richard Fecteau (ur. 1927) – oficer Centralnej Agencji Wywiadowczej, wzięty do niewoli w Chinach po zestrzeleniu 29 listopada 1952 samolotu szpiegowskiego (C-47 Dakota). Poza Richardem Fecteau na jego pokładzie był jeszcze jeden oficer wywiadu John Downey i siedmiu innych agentów zwerbowanych na Tajwanie.
W tym czasie CIA przerzucała na kontynent agentów zwerbowanych na Tajwanie w ramach wsparcia starań o przywrócenie Czang Kaj-szekowi władzy nad Chinami kontynentalnymi. W grudniu 1954 władze Chin podały do wiadomości publicznej fakt wzięcia do niewoli i skazania za działalność szpiegowską dwóch agentów CIA. John Downey otrzymał karę dożywocia, Fecteau skazany został na dwadzieścia lat więzienia. Po podpisaniu przez Stany Zjednoczone i Chiny porozumienia o wymianie jeńców wojennych wziętych do niewoli podczas zakończonego konfliktu koreańskiego, ani Richard Fecteau ani John Downey nie znaleźli się na liście sporządzonej przez Amerykanów, co wynikało z nieprzyznania się przez władze USA, że byli oni pracownikami CIA. W 1957 Chińczycy korzystając z kanałów pośrednich ponownie złożyli propozycję zwolnienia skazanych oficerów, jednak ówczesny sekretarz stanu John Foster Dulles odrzucił tę propozycję.
Obu więźniów zwolniono dopiero po oficjalnym potwierdzeniu ich związków z CIA przez prezydenta Nixona. Richard Fecteau wyszedł na wolność w 1971, John Downey dwa lata później, w 1973.